# Vertrag von Humen
Der Vertrag von Humen (chinesisch 虎門條約 / 虎门条约, Pinyin Hǔmén Tiáoyuē) wurde am 8. Oktober 1843 zwischen Qing-China und England geschlossen und ergänzte den Vertrag von Nanking von 1842.
Er legt Zolltarife für bestimmte Handelsgüter wie Tee, Seide, Baumwolle, Wollwaren, Metalle, Elfenbein und alkoholische Getränke fest. Außerdem enthält er eine sog. Meistbegünstigungsklausel, wonach alle Rechte, die China Drittstaaten einräumt, automatisch auch England zugestanden werden. Schließlich wurden britische Staatsbürger von der chinesischen Justiz ausgenommen und der ihrer Konsulate unterworfen.